# 非裔美國人藝術
非裔美國人藝術是對美國黑人社區的視覺藝術的廣義描述。由各種各樣的文化傳統影響, 包括那些非洲、歐洲和美洲, 傳統非裔美國人藝術形式包括造型藝術的範圍, 從藤藍編織, 瓦器和縫製對木雕和繪畫。

## 歷史
最早期的非裔美國人藝術家是奴隸工匠。例如陶瓷工、鐵匠、傢具工、縫紉工匠(quilters)、藤藍工匠和銀器工匠。許多奴隸從非洲到達了美國成為熟練的工匠, 工作跟非洲那些很相似。其他人以學徒身分學會了他們的貿易或工藝後都成為非洲或白種熟練工人。他們都是奴隸主人慣常聘用熟練的工匠。得到大師的同意, 一些奴隸工匠能保留薪水被獲得在他們的自由時間。因此能夠存足夠的金錢購買他們自己和他們的家庭的自由。
G.W. Hobbs, 威廉森遜, 羅伯特・M. 小德格拉斯、帕特里克・亨利原因、約書亞・約翰遜, 和Scipio Moorhead 是在最早期的知道的畫像藝術家之中, 從1773-1887 的期間。當時美國沒有學校會讓在一位非裔美國人藝術家學習繪畫, 一些白種人家庭只好光顧一些私營教授。
內戰後，非裔美國人藝術得到越來越受人認同。
哈林文藝復興是非裔美國人藝術的最著名的運動。